# York Larese
York Larese, né le 18 juillet 1938, à New York, dans l'État de New York et mort le 6 février 2016, est un joueur et entraîneur américain de basket-ball. 

## Palmarès
- First-team All-ACC 1959, 1960, 1961
- Champion Eastern Professional Basketball League 1965